# C/1978 G2 McNaught-Tritton
C/1978 G2 McNaught-Tritton è una cometa non periodica dalla scoperta estremamente complessa. Le uniche particolarità della cometa sono nell'avere un'orbita retrograda e un perielio esterno all'orbita di Giove.

## Scoperta
- Il 5 febbraio 1982 viene pubblicato che l'astronoma britannica Susan Barbara Pocock, ha scoperto in un atlante stellare in banda infrarossa J una cometa in un'immagine ripresa il 5 marzo 1978: poiché è disponibile solo una posizione astronomica (per essere accettata una cometa deve avere almeno 3 posizioni) la cometa non viene considerata e non riceve nessuna denominazione[2].
- Oltre dieci anni dopo, il 10 marzo 1992, viene reso noto che l'astronomo scozzese-australiano Robert H. McNaught ha rinvenuto un'immagine d'archivio di una cometa sconosciuta risalente al 1º maggio 1978, contemporaneamente lo stesso astronomo rende noto che l'immagine del febbraio 1982 reca una data sbagliata, in quanto la relativa immagine è stata presa non il 5 marzo 1978 ma il 5 marzo 1979[3].
- Il 18 settembre 1993 viene reso pubblico che McNaught è riuscito a trovare un'altra immagine d'archivio, risalente al 12 aprile 1978, della cometa di cui aveva trovato l'immagine del 1º maggio 1978, questa immagine è stata ripresa dagli astronomi Keith Peter Tritton (marito di Susan Barbara Pocock) e Harvey T. MacGillivray. McNaught ipotizza che le tre comete (12 aprile 1978, 1º maggio 1978 e 5 marzo 1979) siano una sola cometa: sulla base di questa ipotesi Susan Barbara Pocock calcola un'orbita parabolica che permette il rinvenimento di un'ulteriore immagine d'archivio risalente al 23 gennaio 1980 ripresa da John Alan Dawe. A questo punto l'esistenza della cometa viene accettata, non riceve la denominazione provvisoria ricevendo invece quella definitiva, 1978 XXVII McNaught-Tritton, modificata in seguito alla riforma delle denominazioni cometarie decisa nel 1994 dall'Unione Astronomica Internazionale in C/1978 G2 McNaught-Tritton[4].